# Росси, Делио
Делио Росси (итал. Delio Rossi; род. 26 января 1960, Римини, Эмилия-Романья) — итальянский футбольный тренер.

## Карьера
Делио Росси начал карьеру в клубе «Форлимпополи», затем играл в «Каттолике». С 1981 по 1987 год Росси играл в клубе серии В «Фоджа», за которую провёл 151 матч и забил 4 гола. После этого он выступал в клубах серии С2 «Вис Пезаро» и «Андрия».
Росси начал тренерскую карьеру в клубе любительской Лиги Промоционе «Торремаджоре», затем работал с молодёжным составом «Фоджи». В 1993 году Росси возглавил клуб серии С1, «Салернитана», с которой он занял 3-е место в чемпионате, а затем победив «Лодиджани» и «Юве Стабия», вывел команду в серию В. В следующем сезоне Росси с «Салернитаной» до последнего тура претендовал на выход в серию А, но проиграл 1:2 «Аталанте». В июле 1995 года Росси возглавил «Фоджу», где провёл 1 сезон. Потом Делио тренировал «Пескару», с которой занял 6-е место в серии В.
В 1997 году Росси вновь возглавил «Салернитану», которую вывел в серию А, при этом его клуб установил, на тот момент, рекорд серии В по количеству набранных очков. За что ему дали прозвище «пророк». Позже президент команды, Аньелло Алиберти, дважды увольнял Росси, который, при этом, оставался любимцем тиффози клуба. В 1999 году Росси возглавил «Дженоа», с которой занял 6-е место в серии В, а затем дважды «Пескару», которую в 2001 году не смог спасти от вылета в серию С1. В «Пескару» Росси попадал благодаря протекции его друга, Антонио Оливьери, являвшего вице-президентом этого клуба.
Я не врач, фармацевт или чудотворец. Я просто тренер, который просит своих игроков сражаться, защищая честь клуба. Мне нужна сражающаяся команда — игроки без борьбы обречены на поражение.
В январе 2002 года Росси сменил Альберто Кавазина на посту главного тренера «Лечче», но закончил сезон с вылетом в серию В. В сезоне 2002/03 Росси помог клубу вернуться в высший итальянский дивизион, а на следующий год удержаться в серии А, заняв 10-е место. В сезоне 2004/05 Росси, после 15-го тура, возглавил «Аталанту» и спас клуб от вылета в серию В.
Летом 2005 года он был назначен главным тренером «Лацио». Он занял с клубом 6-е место, но из-за Кальчополи, клуб был лишён 30 очков. 10 марта 2006 года Росси переподписал контракт с «Лацио» до 30 июня 2009 года. Сезон 2006/07 клуб, из-за Кальчополи, начал с −11 очками, позже уменьшенными до −3, но клуб смог выступить хорошо и занял 3-е место, а также одержал убедительную победу (3:0) в дерби с «Ромой»; после этой игры все игроки и тренеры искупались в фонтане Джаниколо. В следующем сезоне клуб преследовали травмы, а также усталость из-за выступления команды в Лиге чемпионов. В результате клуб занял лишь 12-е место. Пошли слухи о увольнении тренера, но президент римского клуба, Лотито, дал Росси ещё 1 год. В этом году клуб выиграл свой первый за долгое время трофей — Кубок Италии, во время борьбы за который выбила из розыгрыша такие клубы, как «Ювентус» и «Милан». 3 июня 2009 года был объявлено, что Росси более не является тренером «Лацио».
23 ноября 2009 года Росси заменил Вальтера Дзенгу на посту тренера «Палермо», подписав контракт на 2 года. В клуб Росси привёл весь штаб, работавший с ним в «Лацио»: второго тренера Феделе Лимоне, тренера по физподготовке Вальтера Вио и тренера вратарей Марио Парадизи. 27 февраля 2011 года «Палермо» Росси проиграл со счётом 0:7 «Удинезе»; тренер взял всю вину на себя. 1 июня 2011 года покинул «Палермо» в связи с истечением срока контракта.
7 ноября 2011 года был назначен главным тренером «Фиорентины», подписав контракт до лета 2013 года.
2 мая 2012 года на 32-й минуте матча «Фиорентины» против «Новары» при счёте 0:2 набросился на полузащитника «фиалок» Адема Ляича, который выразил недовольство ранней заменой саркастическими аплодисментами в адрес тренера. После игры почётный президент «Фиорентины» Андреа Делла Валле принял решение отправить Росси в отставку. Сам Росси сказал: «После замены по дороге к скамье запасных Ляич сказал: „Молодец, маэстро. Ты действительно феномен“. Я сказал ему, чтоб он не смел себя так вести, на что Ляич ответил мне на сербском. За свою тренерскую карьеру я поработал со многими сербскими футболистами, поэтому прекрасно знаю смысл сказанной им фразы. Он сказал, чтобы я возвращался туда, откуда появился на свет. После этих слов я потерял контроль над собой». Игрок «Фиорентины», Валон Бехрами, сообщил, что Росси солгал: «Ляйич поклялся, что не говорил тех слов, которые ему приписал Делио Росси. К тому же, люди, которые находились в тот момент на скамейке запасных, тоже ничего не слышали. Тренеру не стоило говорить неправду». Сам тренер был дисквалифицирован на три месяца.
17 декабря 2012 года Росси возглавил «Сампдорию», сменив Чиро Феррару. 10 февраля 2012 года в матче 24-го тура серии А против «Ромы» (3:1) был удален за неприличный жест в адрес Бурдиссо. Был дисквалифицирован на 2 матча и принёс извинения игроку. 15 мая 2012 года «Сампдория» продлила контракт с тренером, однако уже в следующем сезоне команда с самого начала показывала плохие результаты, что сперва вылилось в открытое письмо клубу от болельщиков, а затем и в отставку главного тренера Делио Росси со всем тренерским штабом.
4 мая 2015 года назначен главным тренером «Болоньи». Контракт подписан до 30 июня 2015 года. Сменил на этом посту уругвайского наставника Диего Лопеса. Под руководством Росси «Болонья» заняла 4-е место в серии B 2014/15 и по итогам плей-офф против «Пескары» (0:0 на выезде и 1:1 дома), вышла в серию А 2015/16. 28 октября 2015 года уволен через день после домашнего матча 10-го тура серии А 2015/16 против «Интера» (0:1).
4 августа 2017 года назначен главным тренером болгарского клуба «Левски» (София).
24 апреля 2019 года назначен главным тренером клуба Серии B «Палермо». Контракт подписан до 30 июня 2019 года.
29 ноября 2020 года назначен главным тренером клуба Серии B «Асколи».

## Личная жизнь
У Росси трое детей: сын Дарио (работает в аппарате директора «Палермо» Вальтера Сабатини) и две дочери, Грета («Мисс Италия — 2007») и Дебора.

## Достижения
- Победитель Серия B: 1997/98
- Обладатель Кубка Италии: 2008/09